# ليو بلجيكوس

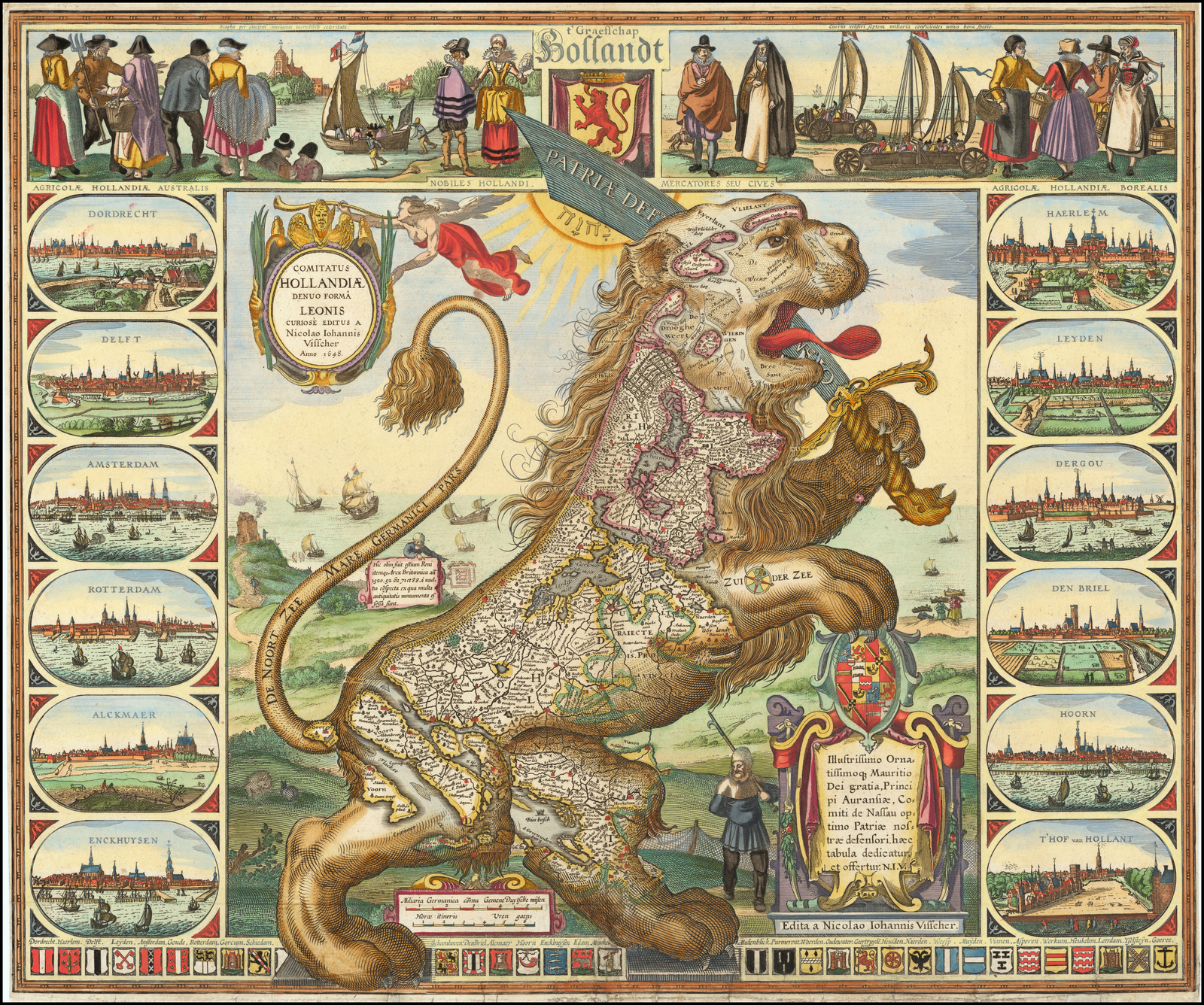
ليو هولانديكوس، بريشة Claes Jansz. Visscher، 1648

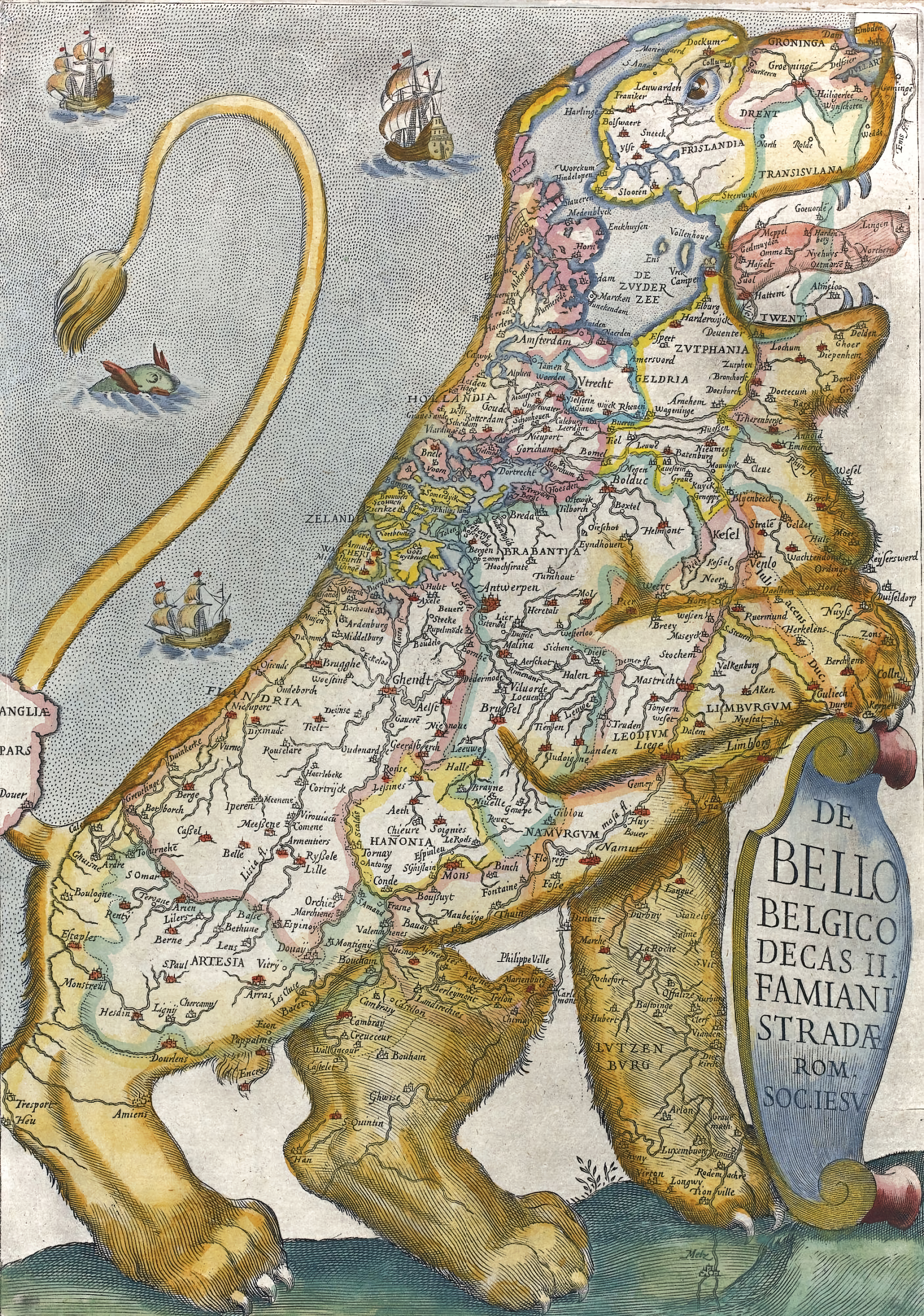
بيلو بلجيكو بريشة ستراده 1647

ليو بلجيكوس، لغة لاتينية بمعنى الأسد البلجيكي، كان رمز شعار وأيضاً تصميم خريطة شائع للبلدان المنخفضة (حالياً: هولندا، لوكسمبورغ وبلجيكا) مرسومة على شكل أسد.

## صور

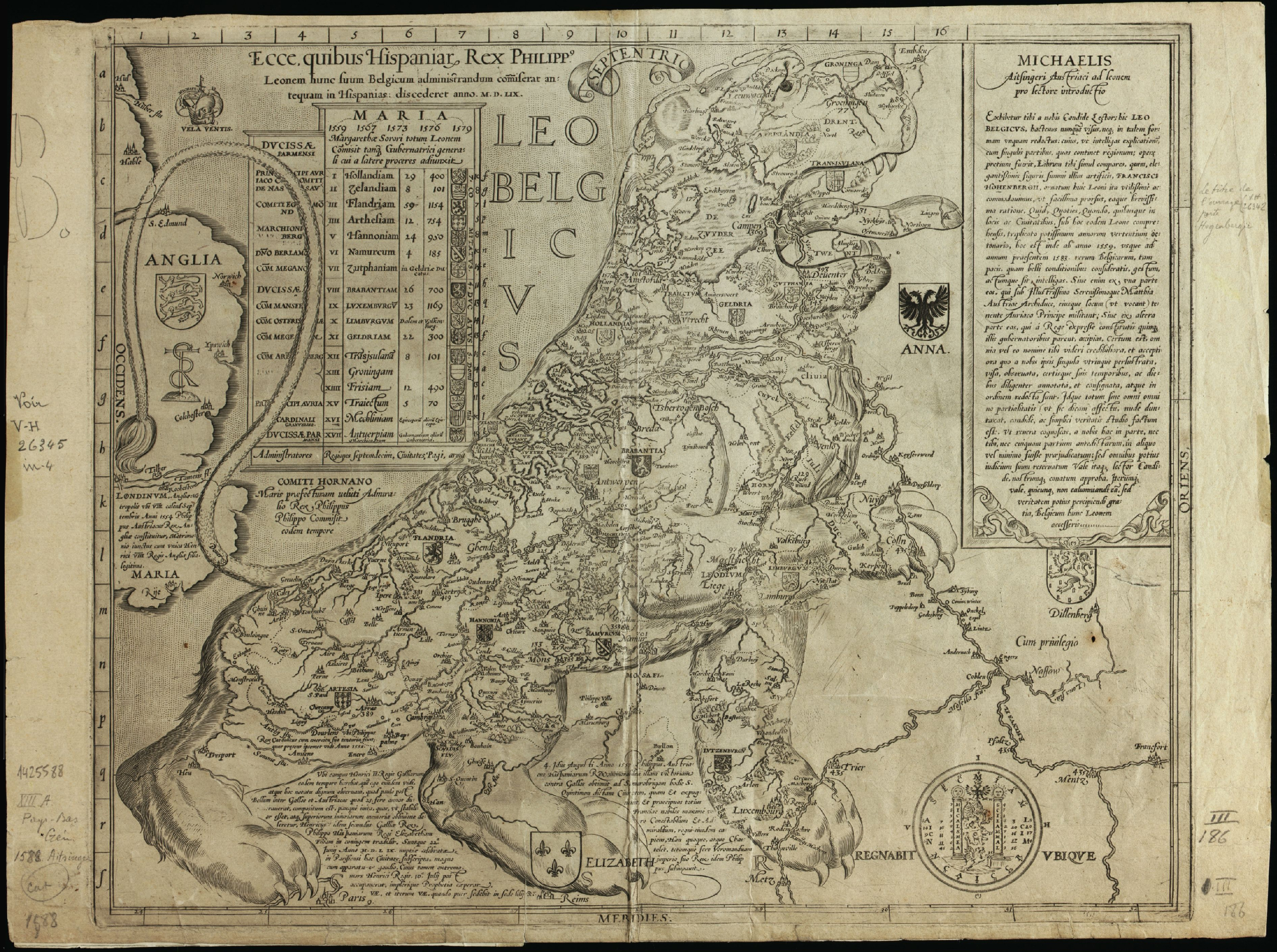
ليو بلجيكوس بريشة Aitsinger/Hogenberg, 1583
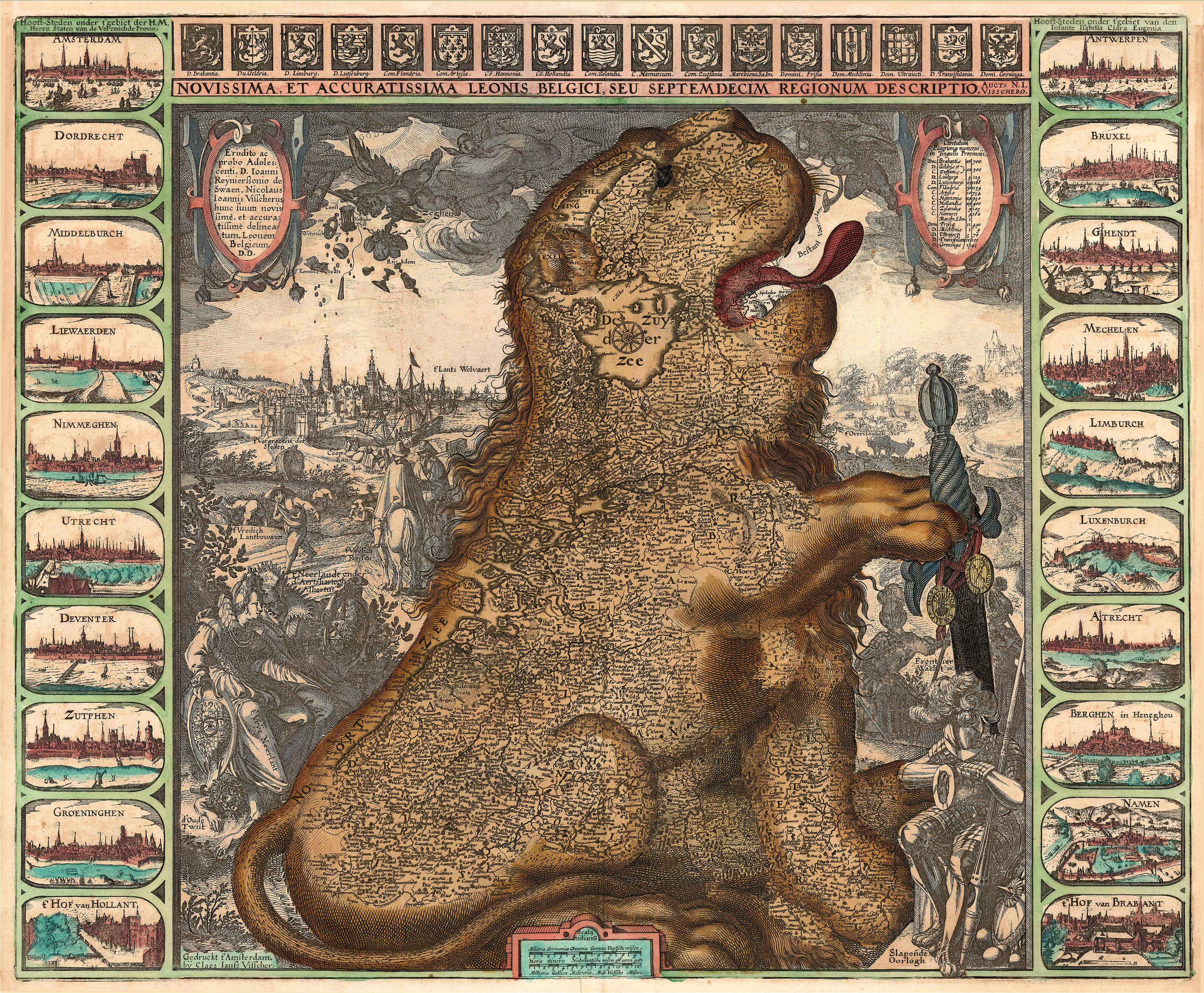
ليو بلجيكوس Claes Janszoon Visscher بريشة 1609
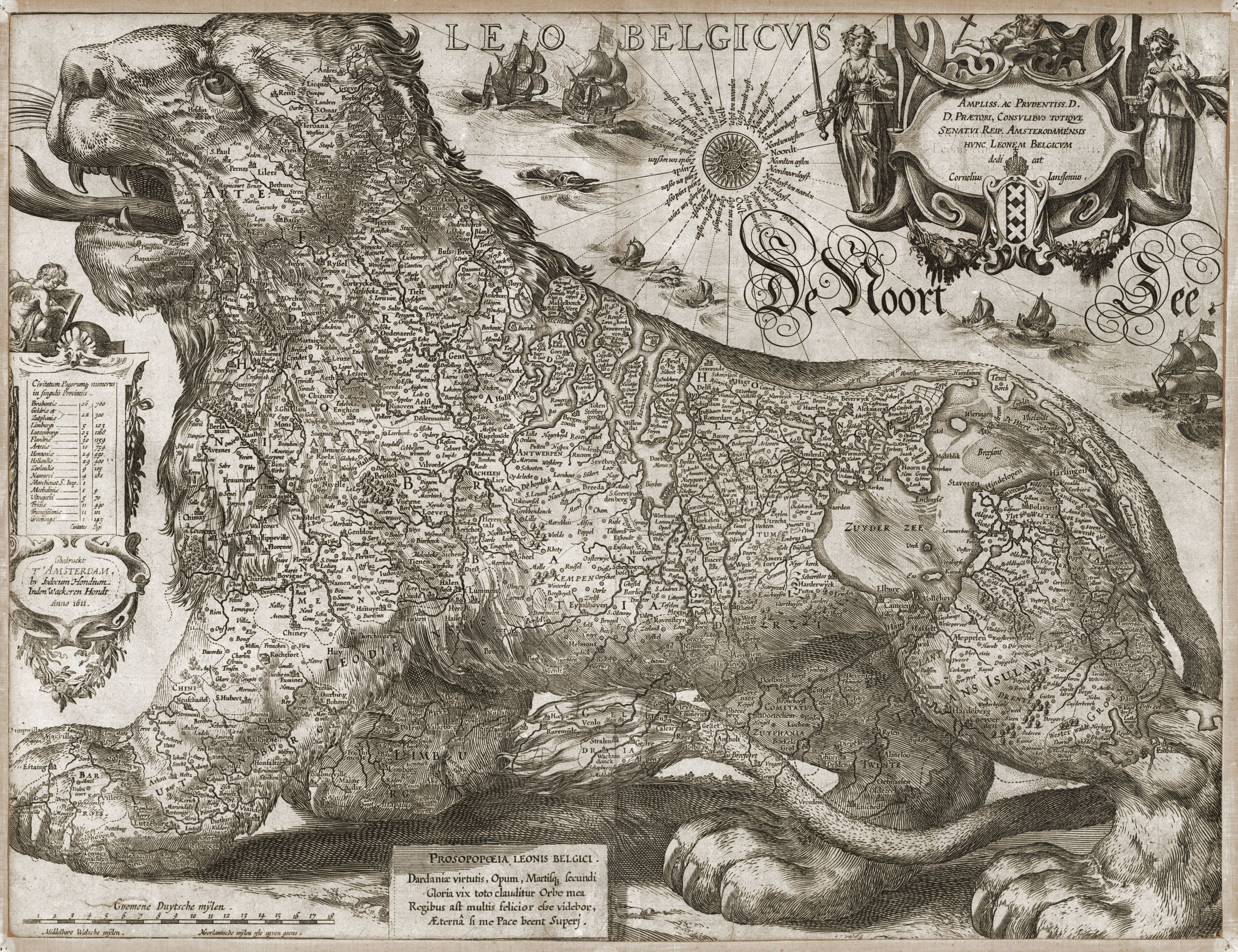
ليو بلجيكوس Jodocus Hondius بريشة، 1611
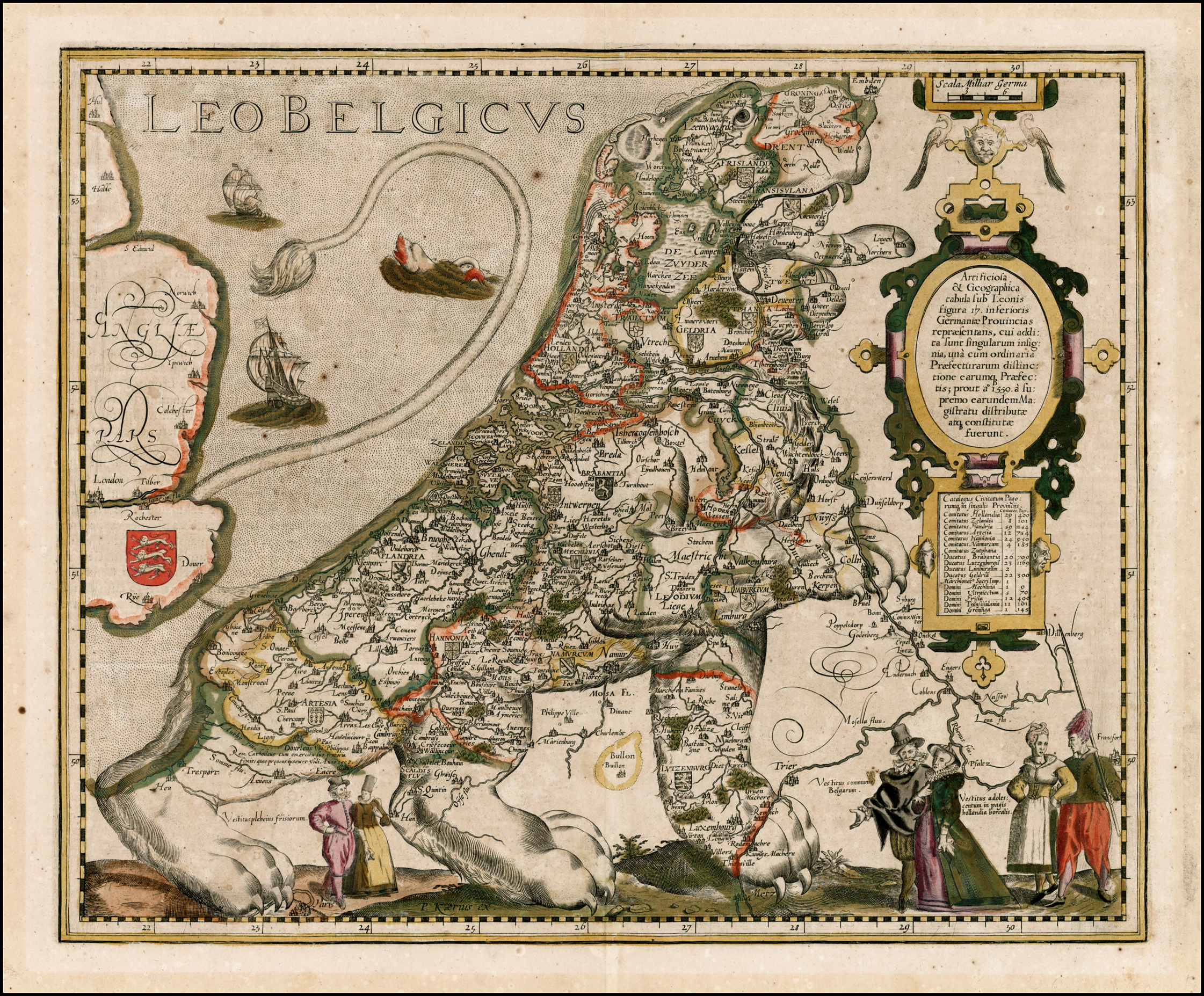
ليو بلجيكوس by Kaerius (vd Keere), 1617
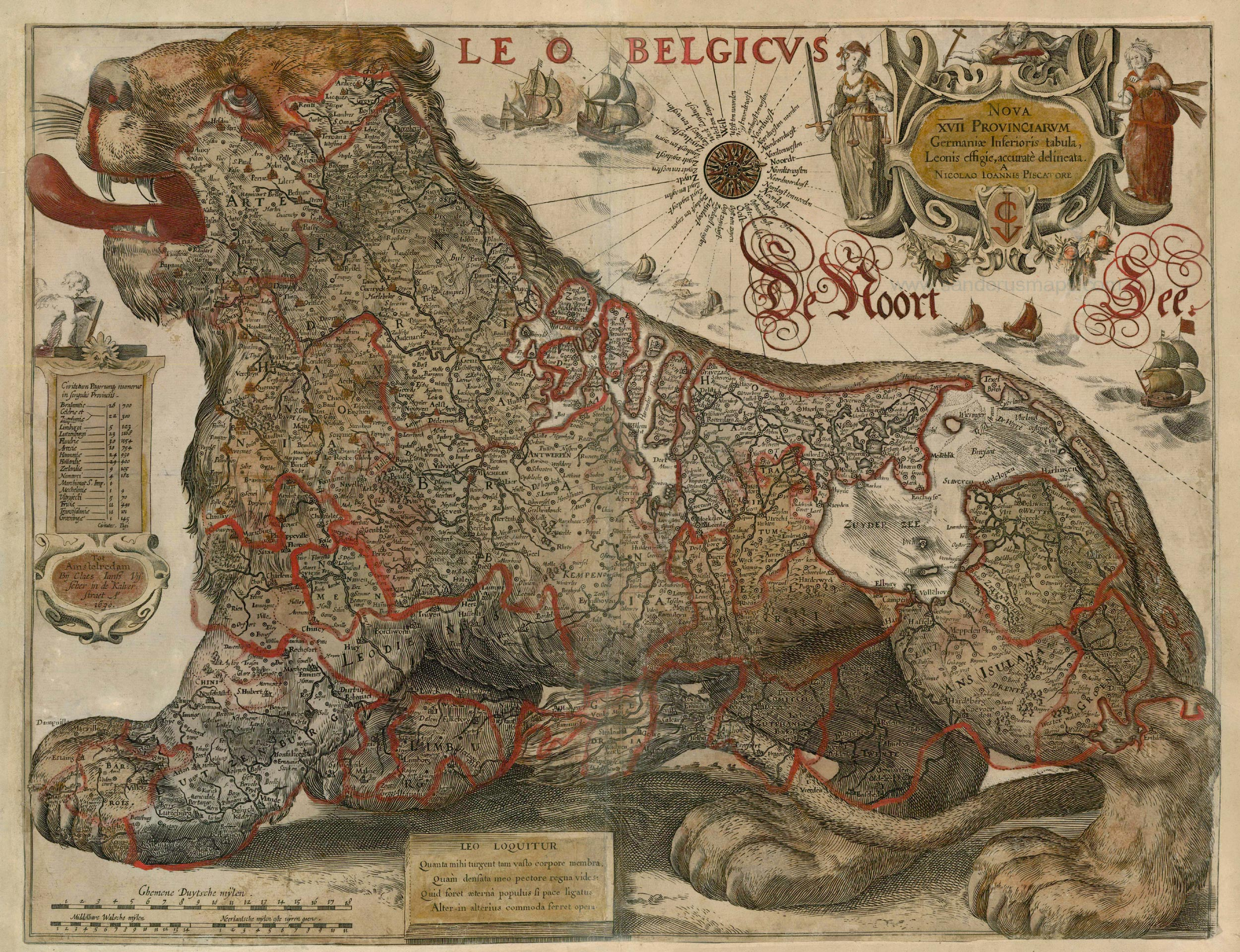
Leo Belgicus by Hondius & Gerritsz, 1630
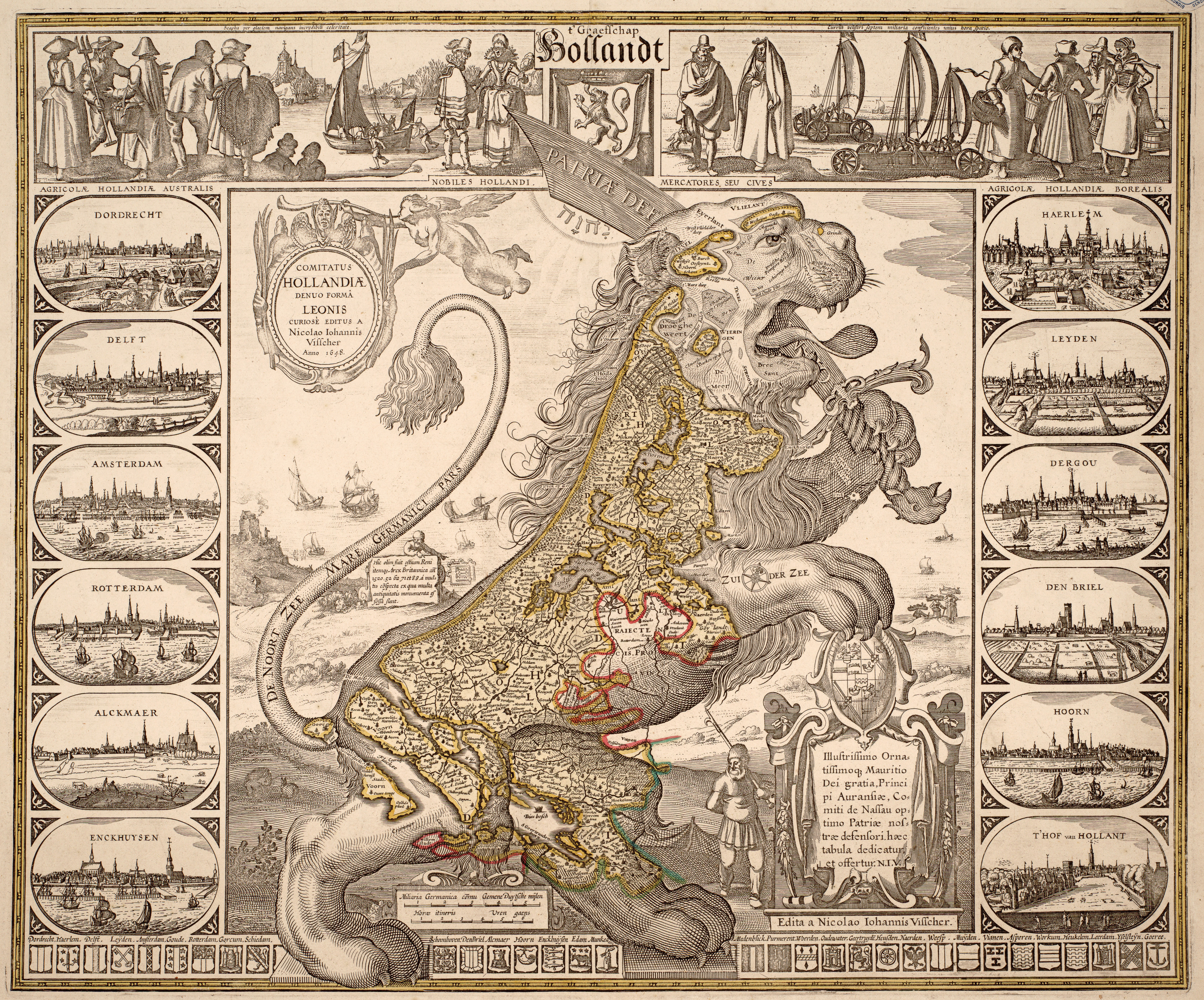
Leonis Hollandiae by Visscher 1648
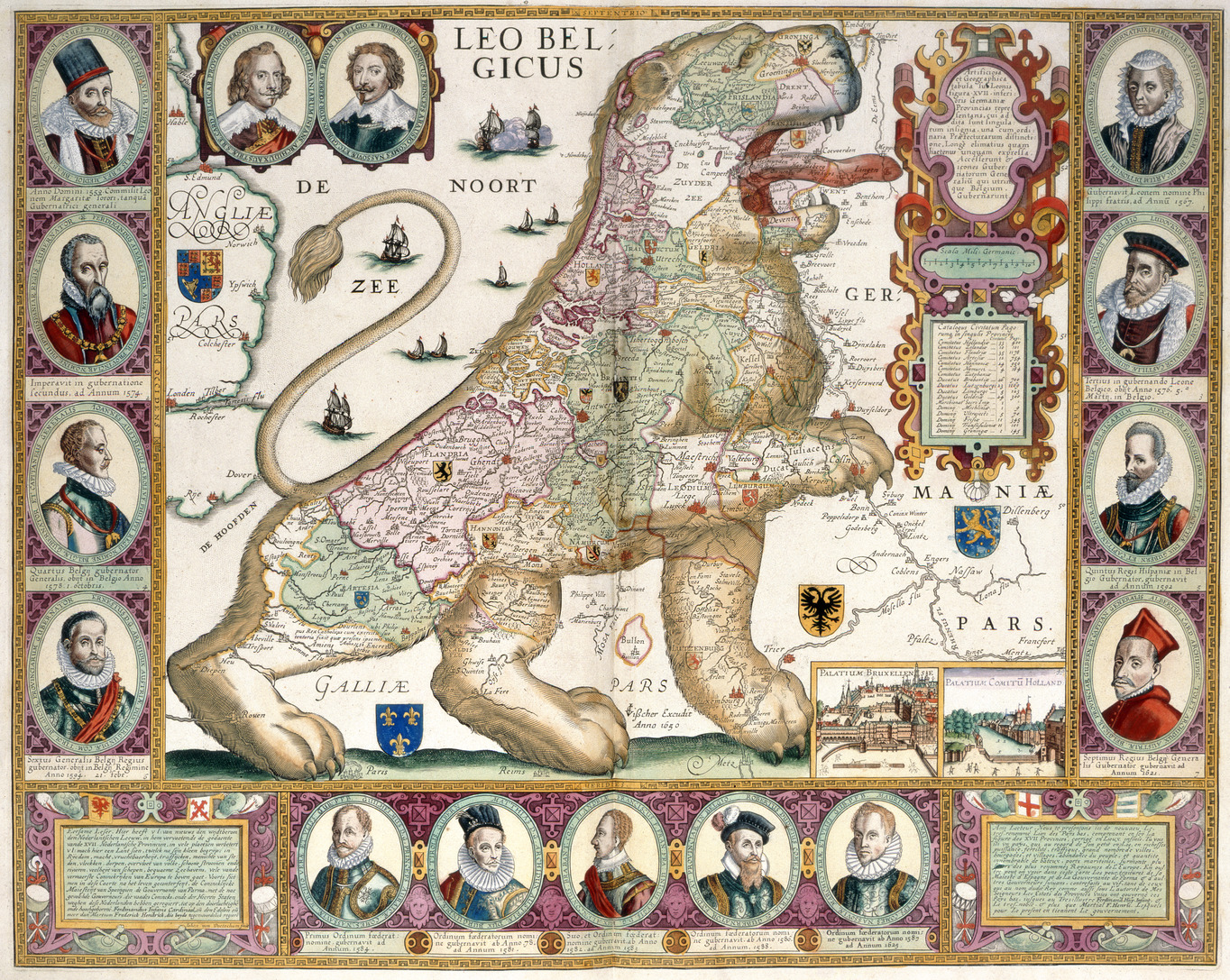
Leo by Visscher, 1650
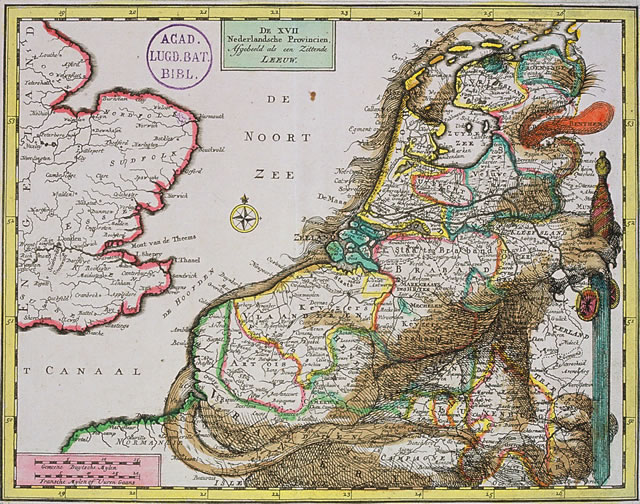
Leo by Schenk 1707
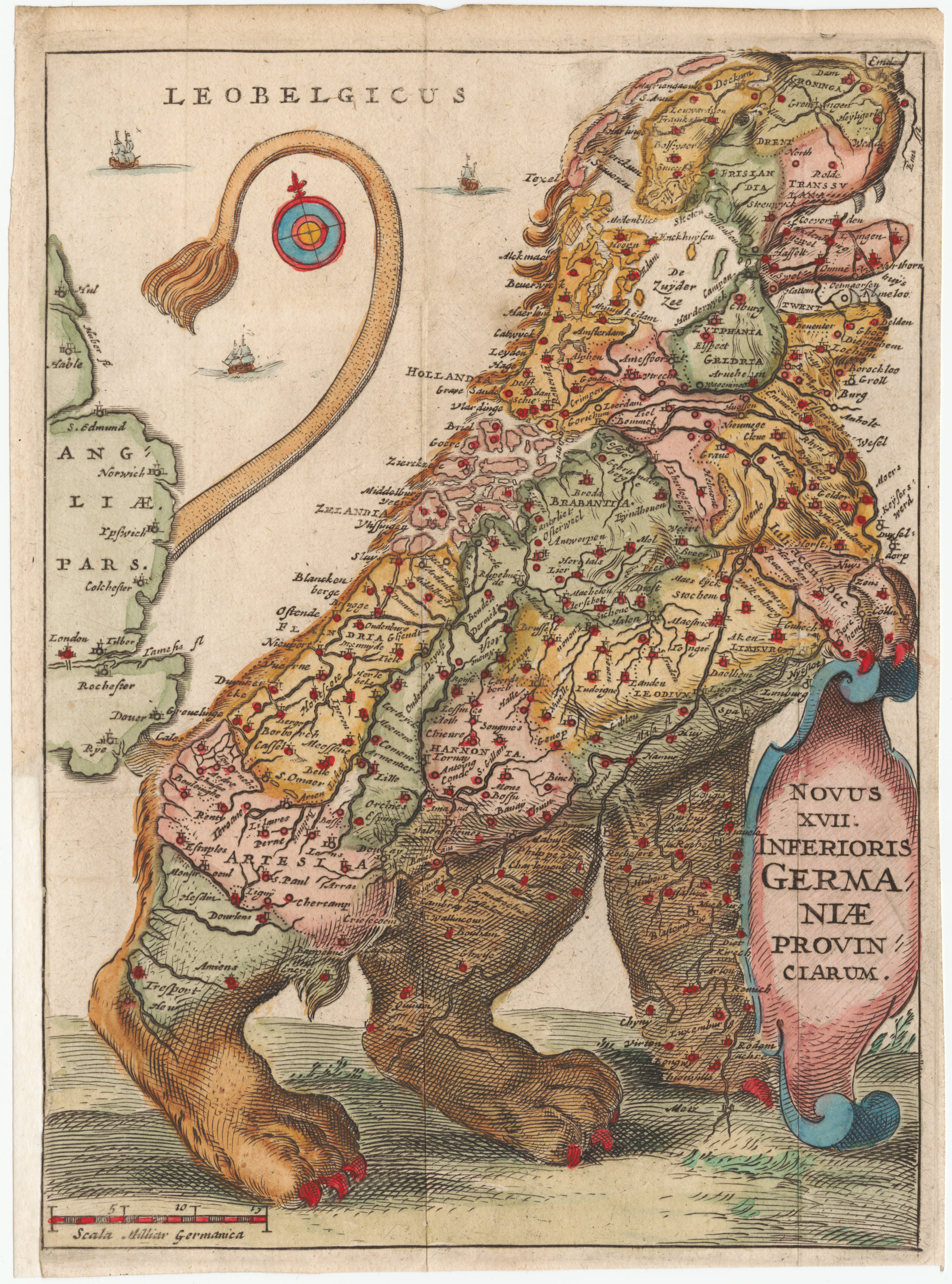
A Leo Belgicus map by Famiano Strada, 1648